# Sylvia Waugh
Sylvia Waugh (* 1935 in Gateshead) ist eine britische Schriftstellerin.

## Leben
Sylvia Waugh ging in Gateshead zur Schule und studierte anschließend an der University of Durham Anglistik. Danach arbeitete sie 17 Jahre als Englischlehrerin. Sie ist Mutter von drei Kindern. 1993 veröffentlichte sie ihr erstes Buch, Die Mennyms, den ersten Band einer fünfbändigen Reihe über eine Familie von Stoffpuppen, die nach dem Tod ihrer Herstellerin lebendig werden. Die Puppen geben sich große Mühe, durch Anpassung an die menschliche Verhaltensweise und ein zurückgezogenes Leben nicht aufzufallen. Im Jahr 2000 erschien der erste Band der Ormingat-Trilogie. Auch darin geht es um Wesen, die unerkannt unter Menschen leben. Allerdings handelt es sich nicht um Stoffpuppen, sondern um Außerirdische.

## Werke

### Mennyms
Alle übersetzt von Cornelia Krutz-Arnold.
- The Mennyms, Julia MacRae 1993, ISBN 1-85681-208-1
  - Die Mennyms, Hanser 1996, ISBN 3-446-17974-7
- Mennyms in the wilderness, Julia MacRae / Random House UK 1994, ISBN 1-85681-209-X
  - Die Mennyms auf der Flucht, Hanser 1996, ISBN 3-446-18567-4
- Mennyms under siege, Julia MacRae 1995, ISBN 1-85681-641-9
  - Die Mennyms in der Falle, Hanser 1997, ISBN 3-446-18727-8
- Mennyms alive, Julia MacRae 1996, ISBN 1-85681-612-5
  - Die Mennyms unter Menschen, dtv 2002, ISBN 3-423-62081-1
- Mennyms alone, Julia MacRae 1996, ISBN 1-85681-602-8
  - Die Mennyms ganz allein, Hanser 1998, ISBN 3-446-18728-6

- Der Tod und die Mennyms : ein melancholisches Puppenleben, Förderkreis Phantastik in Wetzlar 2004, DNB 971716323 Autor Thomas Le Blanc
- Anhang: The birth of the mennyms, Autorin Sylvia Waugh, Übersetzerin Meike Röhl

### Ormingat Trilogy
- Space Race, The Bodley Head 2000, ISBN 0-370-32671-7
- Earthborn, Delacorte Press 2002, ISBN 0-385-72964-2
- Who goes home?, The Bodley Head 2003, ISBN 0-370-32576-1

## Kritik
Gunther Barnewald und Detlef Hedderich schreiben über Die Mennyms:

„Sylvia Waughs Buch ist eine merkwürdig krude, aber äußerst charmante Mischung aus Jugend- und Erwachsenenroman, aus phantastischer Märchengeschichte und anrührendem Gesellschaftsbild. (...) Darüber hinaus sind die Mennyms von beneidenswerter Unschuld, haben keine Laster und stellen mit ihrer relativen Unsterblichkeit eine Idealisierung spießbürgerlicher Moral dar. Dies alles würde aus jedem anderen Buch eine ärgerliche Anhäufung konservativer Wertvorstellungen, überkommener Moralvorstellungen und rückwärtsgerichteter Denkvorgänge machen. Nicht so bei den liebenswerten, schnurrigen Lumpenpuppen, die in ihrer hilflosen Unbekümmertheit das Herz des Lesers im Sturm erobern. Die kleinen Abenteuer der Mennyms werden von der Autorin mit solch innerer Anteilnahme und Zuneigung geschildert, dass diese Wärme und Emotionalität unweigerlich auf den Rezipienten übergeht. Auch aufgrund der stilistischen Verve der Autorin kann der Leser nicht anders, als diese gar zu seltsame Spießerfamilie gern zu haben, und seien ihre moralischen Werte und Bezugssysteme (Teetrinken, Sonntagsessen etc.) auch noch so englisch und gleichzeitig überholt und ewiggestrig.“

## Preise
- 1994: Guardian Award
- 2000: Literaturpreis der Jury der jungen Leser